# Operation Daybreak
Operation Daybreak (Brasil: Alvorada Sangrenta ) é um filme de guerra estadunidense-tcheco-iugoslavo de 1975, dirigido por Lewis Gilbert. Baseado em eventos históricos sobre o atentado ao Reichsprotektor da Boémia e Morávia, Reinhard Heydrich, o filme é uma adaptação do livro Seven Men at Daybreak de Alan Burgess.

## Sinopse
Segunda Guerra Mundial, 1942. Três jovens soldados tchecos treinados pelos britânicos retornam a seu país para conduzir a Operação Antropóide, que tinha como objetivo eliminar Reinhard Heydrich, chefe do governo nazista na região. Após meses de observação, decidem atacar seu carro no trajeto ao Castelo de Praga. Frente a frente com Heydrich, um dos resistentes aperta o gatilho, sua submetralhadora falha, mas na retaguarda outro soldado lança uma granada. Heydrich não resiste aos ferimentos e morre dias depois, provocando forte represália e grande recompensa para quem der pistas sobre o paradeiro do grupo.

## Elenco
- Timothy Bottoms ... Jan Kubis
- Martin Shaw ... Karel Curda
- Joss Ackland ... Janák
- Nicola Pagett ... Anna
- Anthony Andrews ... Jozef Gabcík
- Anton Diffring ... Reinhard Heydrich
- Carl Duering ... Karl Frank
- Cyril Shaps ... Petrek
- Diana Coupland ... tia Marie
- Ronald Radd ... Carl
- Kim Fortune ... Atá
- Pavla Matéjuvská ... Jindriska
- Ray Smith ... Hájek
- George Sewell ... Heinz Panwitz
- Reinhard Kolldehoff ... Fleischer, Gestapo